# Ranrapalca
Il Ranrapalca (quechua Ranrapallqa) è una montagna della Cordillera Blanca (Ande) alta 6.162 m. È situata in Perù, nel dipartimento di Ancash.
Il suo nome deriva dalle parole quechua ranra (terreno pietroso, pietra) e pallqa (biforcazione, divisione in due). Fa riferimento ai due picchi sommitali che si vedono da alcuni angoli. È una delle montagne più suggestive che si possono vedere da Huaraz.
La sua prima salita è stata effettuata il 25 giugno 1939 per la cresta nord-est dalla spedizione guidata dal Dr. Hans Kinzl. Sono giunti in cima Walter Brecht, Siegfried Rohrer, Karl Schmid e Hans Schweizer).